# Ázerbájdžánská státní akademická opera a balet
Achundovova ázerbájdžánská státní akademická opera a balet (azersky: Axundov Adina Azərbaycan Dövlət Akademik Opera və Balet Teatri), dříve známá jako Mailovovo divadlo, je operní scéna v Baku, hlavním městě Ázerbájdžánu. Byla postavena v roce 1911.
Divadlo bylo postaveno na podnět podnikatele Daniela Mailova a financováno magnátem Zejnalabdinem Tagijevem. V roce 1910 navštívila Baku slavná ruská sopranistka Antonina Něždanová, jež zde uspořádala několik koncertů v různých klubech a jiných veřejných místech. Na plese, organizovaném při příležitosti jejího odjezdu v budově místního kasina, jí byla položena otázka, zda by chtěla znovu navštívit Baku. Odpověděla záporně a vyslovila obavu, že ve městě tak bohatých lidí nebude nikdo financovat výstavbu slušného operního divadla, kde by zpěváci mohli plně ukázat svůj hudební talent. Daniel Mailov, který během její návštěvy začal obdivovat její hlas a osobnost, se rozhodl tuto příležitost využít a nabídl jí, aby za rok znovu navštívila Baku a účastnila se otevření nového operního divadla, které by na její počest přikázal postavit.
Architekturu navrhl ruský architekt a stavební inženýr arménského původu Nikolaj Bajev. Stavba tak velké budovy za rok však byla v té době neslýchaná a vyžadovala mnoho bezpečnostních opatření. Mailovové se rozhodli nečekat na schválení městské rady, ale bylo jim nařízeno zastavit stavbu, protože porušovala stavební předpisy. Brzy poté se však Bajevovi podařilo radu přesvědčit a získat souhlas s výstavbou. Ázerbájdžánský magnát Zejnalabdin Tagijev, který dříve sponzoroval výstavbu Tagijevova divadla (dnešní Ázerbájdžánské státní divadlo hudební komedie), vyjádřil pochybnost, že nové divadlo může být dobudováno v tak krátké době. Daniel Mailov mu nabídl sázku: kdyby se Mailovům nepodařilo postavit divadlo včas, nabídli by ho Tagijevovi jako dárek; kdyby však bylo skutečně postaveno během roku 1911, bude Tagijev muset pokrýt celé stavební náklady.
Třísměnná práce 200 stavebních dělníků zajistila rychlou výstavbu budovy. Všechny práce byly dokončeny za méně než 10 měsíců. Celkové náklady stavby přesáhly 250 000 rublů. Starosta města Petr Martynov společně s architekty a inženýry prozkoumal nově postavené divadlo a potvrdil jeho bezpečnost. Jak bylo dohodnuto, Tagijev zaplatil všechny náklady. Oficiální otevření divadla bylo naplánováno na 28. února 1911. Daniel Mailov Něždanovou na ceremoniál pozval telegramem a proslulá sopranistka se stala prvním zpěvákem, který vystoupil v nové opeře.
V roce 1916 divadlo získalo stálý operní soubor, který vedl Pavel Amirago a začalo fungovat nepřetržitě. V roce 1920 se stalo státním divadlem známým jako Divadlo opery a baletu. V roce 1925 se ázerbájdžánská operní skupina, ruská operní skupina a činoherní skupina spojily, aby se staly oficiálním stálým souborem, a v roce 1927 bylo divadlo pojmenováno po spisovateli Mirzovi Fatalim Achundovi. V roce 1959 opera získala status akademického divadla.
V roce 1985 nově zrekonstruované divadlo z neznámých příčin vyhořelo. V roce 1987 byly dokončeny všechny restaurátorské práce a divadlo znovu otevřelo dveře. 
Ke zpěvákům, kteří byli členy zdejšího operního tělesa, patří Azer Zejnalov, Javid Samadov a Šovket Mamedová.